# FC St. Pauli Rugby
FC St. Pauli Rugby – niemiecki klub rugby z siedzibą w Hamburgu założony w kwietniu 1933 przez dwóch żydowskich braci jako sekcja rugby wielosekcyjnego FC St. Pauli.

## Sukcesy

### Mężczyźni
- Wicemistrzostwo Niemiec:  1964
- Mistrzostwo Hamburga:  1937, 1938, 1939, 1948–58, 1961, 1963, 1964, 1967–71

### Kobiety
- Mistrzostwo Niemiec:  1995, 2000, 2001, 2003, 2005, 2006, 2007, 2008
- Wicemistrzostwo Niemiec:  1996, 1997, 1998, 1999, 2002, 2004, 2012